# Nederlands kampioenschap schaken 1996
Het Nederlands kampioenschap schaken 1996 vond plaats van 7 juni t/m 19 juni 1996 in Theater De Balie, in Amsterdam. Jan Timman werd voor de negende (en laatste keer in zijn carrière) Nederlands kampioen schaken. Hoofdsponsor van het toernooi was Wolters-Kluwer.

## Achtergrond
Timman keerde terug op het Nederlands kampioenschap na jarenlange afwezig. Zijn laatste deelname was in 1987. Timman begon het toernooi met twee remises, maar was daarna in topvorm door zeven partijen op rij te winnen. Bij het ingaan van de laatste ronde stond Timman een vol punt voor op regerend kampioen Ivan Sokolov. Omdat Timman evenwel de laatste ronde verloor, en Sokolov won, eindigden beide schakers op 8½ punt, waardoor een beslissingsmatch gespeeld moest worden.
De match ving aan op 11 november 1996. Timman wist na vier partijen de titel op te eisen.

## Eindstand en kruistabel[1]
| #  | Naam                     | score | 1  | 2  | 3  | 4  | 5  | 6  | 7  | 8  | 9  | 10 | 11 | 12 |
| -- | ------------------------ | ----- | -- | -- | -- | -- | -- | -- | -- | -- | -- | -- | -- | -- |
| 1  | Jan Timman               | 8½    | -- | ½  | 1  | ½  | 0  | 1  | ½  | 1  | 1  | 1  | 1  | 1  |
| 2  | Ivan Sokolov             | 8½    | ½  | -- | 0  | ½  | ½  | 1  | 1  | 1  | 1  | 1  | 1  | 1  |
| 3  | John van der Wiel        | 7½    | 0  | 1  | -- | 1  | ½  | ½  | ½  | ½  | 1  | ½  | 1  | 1  |
| 4  | Friso Nijboer            | 7½    | ½  | ½  | 0  | -- | ½  | 0  | 1  | 1  | 1  | 1  | 1  | 1  |
| 5  | Jeroen Piket             | 6½    | 1  | ½  | ½  | ½  | -- | 0  | ½  | 1  | ½  | ½  | ½  | 1  |
| 6  | Paul Van der Sterren     | 6     | 0  | 0  | ½  | 1  | 1  | -- | 1  | 0  | 1  | ½  | ½  | ½  |
| 7  | Genna Sosonko            | 5     | ½  | 0  | ½  | 0  | ½  | 0  | -- | ½  | ½  | ½  | 1  | 1  |
| 8  | Rini Kuijf               | 4½    | 0  | 0  | ½  | 0  | 0  | 1  | ½  | -- | ½  | ½  | 1  | ½  |
| 9  | Roberto Cifuentes Parada | 4½    | 0  | 0  | 0  | 0  | ½  | 0  | ½  | ½  | -- | 1  | 1  | 1  |
| 10 | Jeroen Bosch             | 3     | 0  | 0  | ½  | 0  | ½  | ½  | ½  | ½  | 0  | -- | 0  | ½  |
| 11 | Dimitri Reinderman       | 3     | 0  | 0  | 0  | 0  | ½  | ½  | 0  | 0  | 0  | 1  | -- | 1  |
| 12 | Willy Hendriks           | 1½    | 0  | 0  | 0  | 0  | 0  | ½  | 0  | ½  | 0  | ½  | 0  | -- |

### Beslissingsmatch[3][4]
| Naam         | Score | 1 | 2 | 3 | 4 |
| ------------ | ----- | - | - | - | - |
| Jan Timman   | 2½    | 0 | 1 | ½ | 1 |
| Ivan Sokolov | 1½    | 1 | 0 | ½ | 0 |